# Drapetis pictitarsis
Drapetis pictitarsis is een vliegensoort uit de familie van de Hybotidae. De wetenschappelijke naam van de soort is voor het eerst geldig gepubliceerd in 1939 door Engel.